# Fluoruro di bario
Il fluoruro di bario è il sale di bario dell'acido fluoridrico, di formula BaF2.
A temperatura ambiente si presenta come un solido incolore ed inodore, presente raramente in natura come frankdicksonite. Adotta inoltre la struttura della fluorite e ad alta pressione la struttura del PbCl2. È abbastanza duro, molto sensibile agli shock termici e si rompe abbastanza facilmente.
È un composto inorganico tossico per ingestione o inalazione.

## Proprietà ottiche
Il fluoruro di Bario è trasparente dall’infrarosso all’ultravioletto. Viene utilizzato nelle finestre per la spettroscopia all’infrarosso in particolare nel campo dell’analisi dell’olio combustibile.
Il fluoruro di Bario è anche un comune scintillatore molto veloce per il rilevamento dei raggi X, raggi gamma o altre particelle ad alta energia. Può essere utilizzato per il rilevamento di neutroni ad alta energia, utilizzando tecniche di discriminazione della forma dell’impulso per separarli dei fotoni gamma che si verificano simultaneamente.
il fluoruro di bario viene utilizzato come agente preopacizzante e nella produzione di smalti e fritte di smaltatura. Un altro suo impiego nella produzione di agenti saldanti (additivo ad alcuni fondenti, componenti di rivestimenti per bacchette di saldatura e nelle polveri di saldatura). Viene utilizzato anche in metallurgia come bagno fuso per la raffinazione dell’alluminio.